# Neriacanthus grandiflorus
Neriacanthus grandiflorus är en akantusväxtart som beskrevs av Emery Clarence Leonard. Neriacanthus grandiflorus ingår i släktet Neriacanthus och familjen akantusväxter. Inga underarter finns listade i Catalogue of Life.